# 通霄庄
通霄庄為台灣日治時期1920年至1945年間存在之行政區，轄屬新竹州苗栗郡；通霄庄為苗栗郡下面積最大的街庄，庄內的帽蓆業興盛，而新埔和白沙屯以出產西瓜盛名。通霄庄即今苗栗縣通霄鎮。

## 行政區劃
通霄庄在臺灣日治時期行政區劃的十二廳時期原屬新竹廳苗栗二堡之通霄街、通霄灣庄、梅樹脚庄、南勢庄、北勢庄、圳頭、福興、土城、南和、五里牌、大坪頂、內湖、北勢窩、烏眉坑庄、楓樹窩庄、蕃社庄、白沙墩庄、新埔庄和內湖島庄。1920年10月，上述19街庄合併為「通霄庄」，轄域內分為通霄、通霄灣、梅樹腳、南勢、北勢、圳頭、福興、土城、南和、五里牌、大坪頂、內湖、北勢窩、烏眉坑、楓樹窩、番社、白沙屯、新埔和內湖島等19個大字。五里牌大字下有「五里牌」、「隘口寮」、「番子寮」、「羊寮」小字名。

## 交通

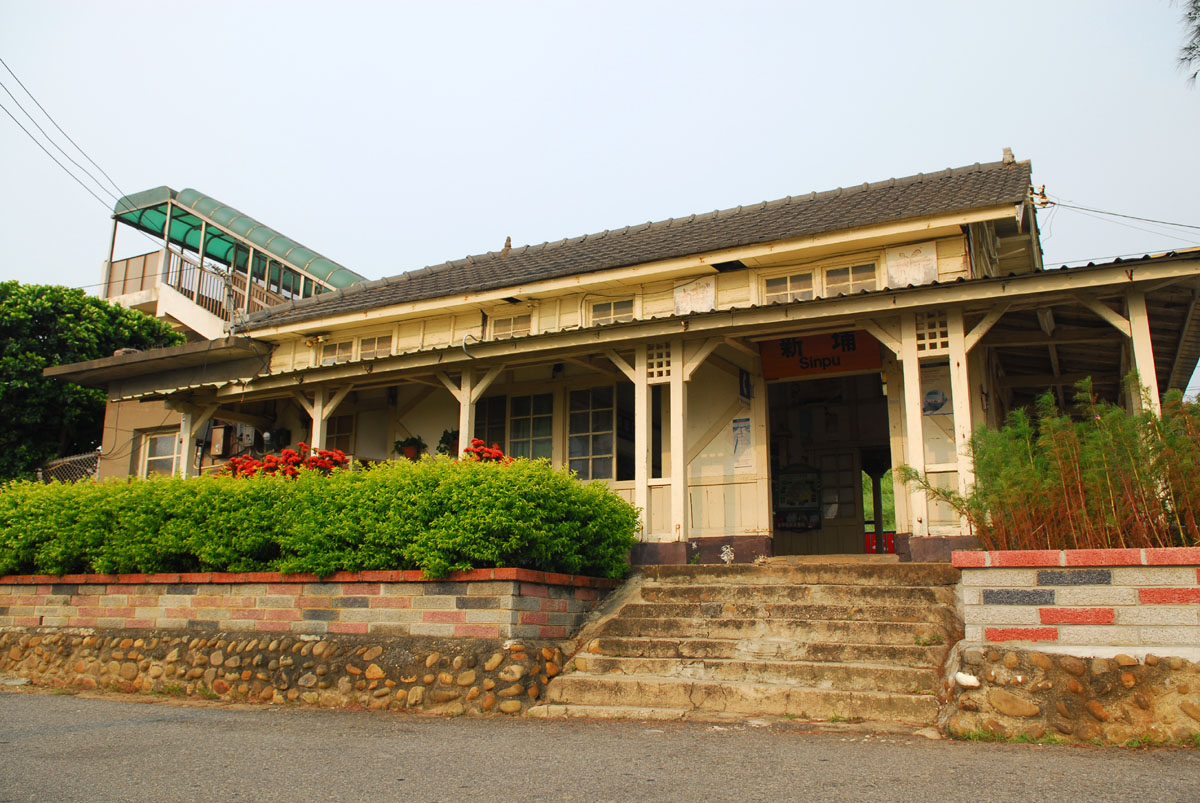
1922年落成之新埔車站

- 白沙屯車站
- 通霄車站
- 新埔車站

## 設施

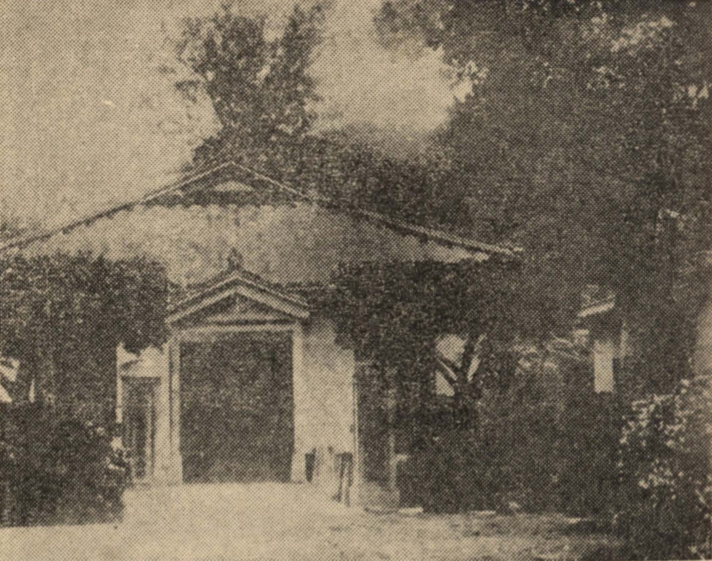
通霄庄役場

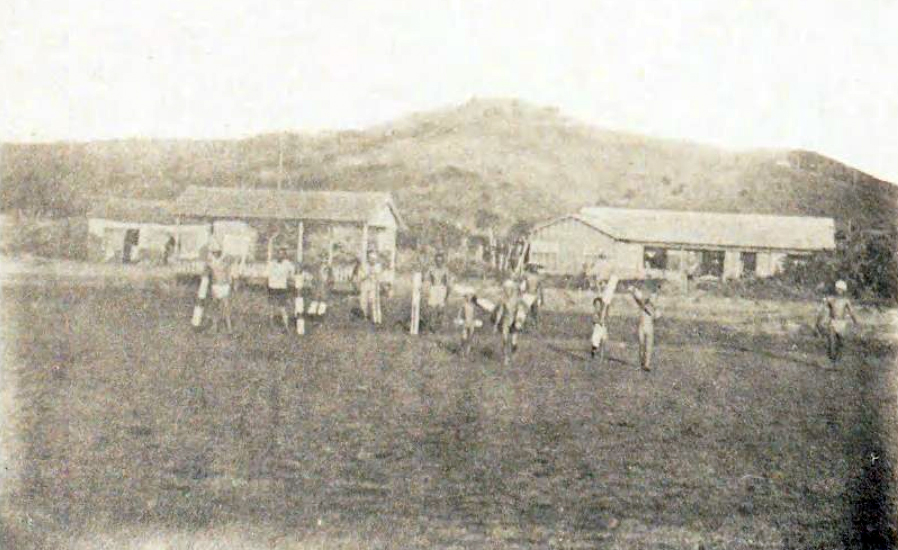
通霄海水浴場

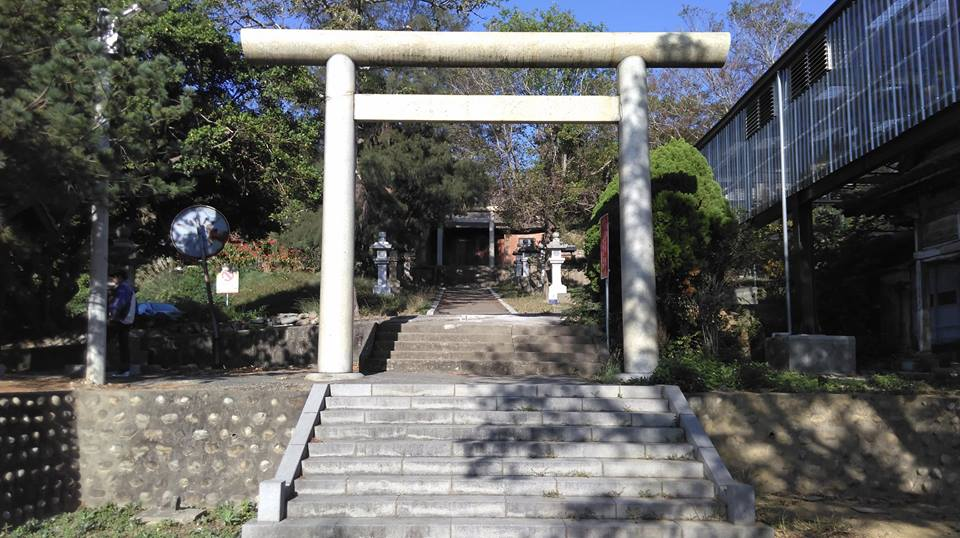
通霄神社鳥居及參道

- 通霄庄役場

- 通霄郵便局
- 通霄車站
- 苗栗郡警察課通霄分室
  - 通霄警察官吏派出所
  - 白沙屯警察官吏派出所
  - 五里牌警察官吏派出所
  - 南和警察官吏派出所
  - 烏眉坑警察官吏派出所
- 通霄信用購買販賣利用組合
- 通霄海水浴場

- 通霄神社

- 北白川宮能久親王通霄御舍營所

### 學校
- 通霄尋常小學校→通霄國民學校
- 通霄公學校→通霄宮下國民學校（今苗栗縣通霄鎮通霄國民小學）
- 通霄宮下國民學校漣分教場（今苗栗縣通霄鎮啟明國民小學）
- 烏眉公學校（今苗栗縣通霄鎮烏眉國民小學）
- 南和公學校（今苗栗縣通霄鎮南和國民小學）